# Вазописець Армідейла
Вазописець Армідейла — умовне ім'я анонімного давньогрецького вазописця середини IV століття до н. е.
Роботи Вазописця Армідейла характеризуються зображенням голови жінки в профіль. При цьому деталям надається особлива увага. Шия зазвичай довга, маленьке підборіддя, завжди присутній головний убір та бічні локони. Серед відомих ваз — амфори та скіфос. Деяік дослідники вважають, що Вазописець Армідейла та інший анонімний Вазописець Ганімеда — один майстер.